# 7887 Bratfest
7887 Bratfest eller 1993 SU2 är en asteroid i huvudbältet som upptäcktes 18 september 1993 av den amerikanske astronomen Carl W. Hergenrother vid Catalina Station. Den är uppkallad efter Bratfest.
Asteroiden har en diameter på ungefär 11 kilometer och den tillhör asteroidgruppen Maria.